# Paul-Louis-Auguste Coulon
Paul-Louis-Auguste Coulon, né le 28 février 1777 à Neuchâtel et décédé le 22 mars 1855 dans la même ville, est un négociant, naturaliste et homme politique suisse.

## Biographie

### Jeunesse et famille
Paul-Louis-Auguste Coulon est né le 28 février 1777 à Neuchâtel. Il est le fils de Paul Coulon (1731-1820), un négociant protestant de Rouergue qui a émigré d'abord à Genève, puis à Neuchâtel, et d'Anne, née Viala (1748-1824). En 1801, il se marie avec Julie de Meuron (1780-1820). 

### Études et carrière commerciale
Le précepteur de Paul-Louis-Auguste Coulon est le pasteur Imer de La Neuveville. Son oncle maternel, le chancelier Jérôme-Emmanuel Boyve, lui donne également des leçons quotidiennes, notamment d'allemand. De 1790 à 1792, il se rend à Hanau, dans l'actuel Land de Hesse en Allemagne, pour étudier auprès du professeur Johann Andreas Benignus Bergsträsser. Il doit rentrer à la suite de la prise de la ville par les troupes françaises. Il se rend ensuite pendant trois ans à Manchester où il fait un apprentissage de commerce chez M. Brandt, un marchand originaire du Locle, et approfondit parallèlement ses connaissances d'histoire naturelle.   
À son retour à Neuchâtel, il entre au service de Jacques-Louis de Pourtalès, comme son père, et voyage régulièrement à Paris, Lyon et Londres, où il fréquente les ventes de la Compagnie britannique des Indes orientales. Après la retraite de Pourtalès, son père reprend une partie des affaires de ce dernier et son fils travaille dans son entreprise, se rendant très fréquemment à Paris,. En 1799, il devient l'associé de son père, puis lui succède. Parallèlement aux affaires, il profite de ses séjours parisiens pour côtoyer des naturalistes tels que Christiaan Hendrik Persoon, André Thouin, ou Charles Louis L'Héritier de Brutelle qui met à sa disposition sa bibliothèque, la plus fournie de l'époque en botanique. C'est également lui qui met en contact le directeur du Musée national d'histoire naturelle René Desfontaines avec le botaniste neuchâtelois Jean-Frédéric Chaillet. Il s'établit définitivement à Neuchâtel en 1801, à la suite de son mariage.  

### Carrière politique
Parallèlement à ses activités commerciales, il entre au Grand Conseil de la ville en 1804, au Petit Conseil en 1813, puis aux Audiences générales en 1818. Il fait aménager le Jardin du Prince à Neuchâtel, réaliser une partie de la promenade du Faubourg et s'occupe de l'approvisionnement en eau des fontaines. En 1822, il joue un rôle déterminant dans la décision de construire une nouvelle route d'accès à Neuchâtel depuis l'ouest. Dès 1831, il dirige la régie des Postes de la principauté de Neuchâtel et y fait baisser le tarif en vigueur pour les lettres. Il est également député plusieurs fois au Corps législatif. De 1831 à 1837, il siège également au sein de la Commission des finances. En 1847, il joue un rôle déterminant lorsque la principauté de Neuchâtel doit payer une amende de 300 000 livres pour avoir refusé d'aider les cantons protestants lors de la guerre du Sonderbund.

### Implication dans la vie associative et scientifique de Neuchâtel
En 1802, Paul-Louis-Auguste Coulon cofonde la Société du Jeudi. C'est dans ce cadre qu'est discutée l'idée de créer une Caisse d'épargne, idée qu'il réalisera finalement avec Henri-Alphonse de Sandoz-Rollin (1769-1862) et Frédéric de Chambrier (1753-1826), également membres de la Société en 1812. Il devient le premier directeur de cette nouvelle institution et le reste jusqu'en 1849. En 1808, il est nommé membre de la commission de la Bibliothèque et lui fait des dons réguliers. 
À la mort de son ami Charles Louis L'Héritier de Brutelle en 1800, intéressé par les sciences naturelles, il rachète l'herbier de ce dernier avec Augustin-Pyramus de Candolle. Candolle conserve les plantes indigènes tandis que Coulon garde les plantes exotiques. À Neuchatel, il travaille à la création du musée d'histoire naturelle pour héberger, entre autres, la collection de Charles-Daniel de Meuron, déjà propriété de la ville sous forme de cabinet d'histoire naturelle. En 1815, un premier projet qu'il élabore avec le baron Albert de Büren (1791-1873) pour mettre en place un tel musée dans l'Hôtel DuPeyrou échoue en raison du rachat de ce bâtiment par le banquier Denis de Rougemont de Löwenberg. L'achèvement du Collège latin permet enfin, en 1837, la transformation du cabinet d'histoire naturelle en musée. En 1840, Paul-Louis-Auguste Coulon lui fait don de toutes ses collections.
Entretemps, en 1832, il est élu président de la Société neuchâteloise des sciences naturelles qui vient d'être fondée. La première réunion de la Société a d'ailleurs lieu à son domicile. Après sa démission de la présidence en 1837, il prend la fonction de caissier. De 1817 à 1855, il réalise par ailleurs des études limnimétriques.
Dans les dernières années de sa vie, il contribue à l'administration de la maison de santé de Préfargier, ouverte en 1849. Il meurt le 22 mars 1855 à Neuchâtel. Il est le père de Louis Coulon.

## Prix et reconnaissances
En 1821, Jacques Louis Marin Defrance donne à un fossile du Néocomien le nom scientifique d'Ostrea couloni en l'honneur de Paul-Louis-Auguste de Coulon, qui lui faisait régulièrement parvenir les fossiles qu'il trouvait dans les environs de Neuchâtel. En 1837, il est nommé Conseiller d'État extraordinaire. En 1847, il est anobli par le roi Frédéric-Guillaume IV de Prusse, prince de Neuchâtel. Enfin, la ville de Neuchâtel a nommé une rue en son honneur.